# Malcolm R. Patterson
Malcolm Rice Patterson (7 de junho de 1861 — 8 de março de 1935) foi um advogado e político americano. O 30º Governador do Tennessee, com mandato de de 1907 a 1911, também foi membro da Câmara dos Representantes dos Estados Unidos de 1901 até 1906. Posteriormente foi Juiz da Corte Geral de Memphis, Tennessee (1923–1934), também escreveu uma coluna semanal para o Memphis Commercial Appeal (1921–1933).
Patterson foi um dos governadores mais controversos de Tennessee. Enquanto foi elogiado por sufocar a revolta dos Night Riders of Reelfoot Lake em 1908, ele foi acusado de conceder indulto penal para aliados políticos, mais notavelmente o seu assessor Duncan Cooper, que havia sido condenado por assassinar o seu inimigo político Edward W. Carmack. Patterson vetou um popular projeto que estabeleceria a Lei Seca em 1909, e suas tentativas de controlar as primárias dos democratas do estado em 1910 criou uma divisão no partido que permitiu Ben W. Hooper tornar-se o primeiro governador republicano a ser eleito no estado em quase 30 anos.

## Início de vida
Patterson originalmente batizado de "Hamilton" Rice Patterson nasceu em Somerville, Alabama, filho do coronel Josiah Patterson (1837–1904), um oficial de cavalaria confederada e político congressista e de Josephine (Rice) Patterson. Em 1866 seu pai mudou seu primeiro nome para "Malcolm". A família mudou-se para Memphis, Tennessee em 1872, onde Patterson graduou-se no Christian Brothers College (agora Christian Brothers University). Estudou na Universidade de Vanderbilt no início da década de 1880 e estudou direito com seu pai. Ele foi admitido para advocacia em 1883.
Patterson serviu como Procurador-geral no Condado de Shelby de 1894 a 1900, onde foi eleito para a Câmara dos Representantes dos Estados Unidos. Ele representou o 10º distrito, o mesmo que seu pai elegeu-se, com mandato de 1901 a 1906.

## Governador

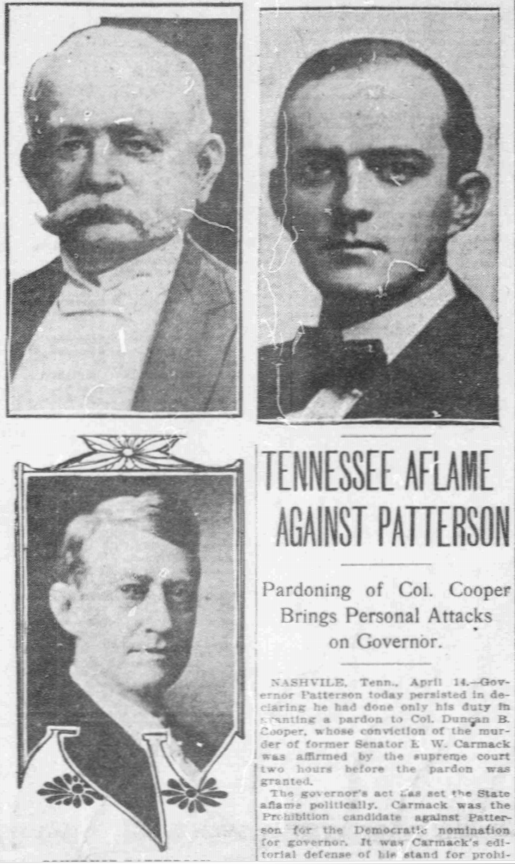
Parte de um artigo do jornal Washington Times, referindo-se ao perdão do governador do Tennessee, Malcolm R. Patterson, a seus aliados políticos, Duncan e Robin Cooper, após suas condenações por matar o rival de Patterson, Edward Ward Carmack (canto superior esquerdo: Duncan Cooper, canto superior direito: Robin Cooper, canto inferior esquerdo: Malcolm Patterson).

Após a morte do senador William B. Bate em março de 1905, o governador James B. Frazier rapidamente convocou uma Assembleia Geral, e através de uma manobra elegeu-se para a vaga do Senado. John I. Cox, que, como Presidente do Senado estadual foi o sucessor Constitucional de Frazier (e que ajudou a manobrar a eleição de Frazier na Assembleia Geral), em seguida, tornou-se governador. O ex-governador Robert Love Taylor, que buscava, durante anos, uma vaga no Senado dos Estados Unidos, sentiu-se ultrajado pelos manobras de Frazier, então acusou Frazier, Cox e senador Edward W. Carmack de conspirarem para controlar o partido democrático.
Sentindo a frustração do partido com Cox sobre a eleição de Frazier e para evitar maiores divisões, Patterson decidiu disputar com Cox para a nomeação do partido para governador em 1906. Na Convenção do partido no final de maio, como Patterson e Cox disputavam por delegados, uma mudança de regra alocou para Patterson todos os delegados do Condado de Davidson, permitindo-lhe conquistar a nomeação. Cox ficou descontente e recusou-se a apoiar Patterson na eleição geral.
O adversário republicano de Patterson, era Henry Clay Evans, que havia sido alijado do Congresso em 1890, bem como há muito tempo era acusado pelos democratas do estado de táticas fraudulentas. Patterson criticou Evans por seu apoio para lei Lodge Bill, que teria fornecido proteção para os eleitores afroamericandos e sugeriu que Evans queria capacitar este segmento da população no estado. No dia da eleição, Patterson venceu com 111.856 votos sobre os 92.804 de Evans.
Durante o mandato de Patterson como governador, ele criou uma Comissão de estradas do Estado, assinou a legislação que proibiu a apostas em corridas de cavalos e promulgou regulamentos de controle de alimento e medicações. Patterson foi o primeiro governador a ocupar a nova mansão do governador (os governadores anteriores tinham vivido em quartos de hotel), que foi comprada e ocupada por sucessivos governadores até 1922, quando uma nova residência foi construída. No início de seu segundo mandato, em 1909, ele assinou o ato geral de educação, que criou quatro faculdades: East Tennessee State University, Middle Tennessee State University, the University of Memphis, e Tennessee State University.
Durante a disputa para governador de 1908, Edward W. Carmack, que perdera sua vaga no Senado para Robert Love Taylor dois anos antes, concorreu com Patterson para a nomeação democrata. Carmack fez uma campanha forte, mas Patterson conseguiu conquistar a nomeação com pouco mais de 50% dos delegados. O partido republicano, que estava envolvido em uma disputa de poder entre Walter P. Brownlow e Newell Sanders, inicialmente nomeou dois candidatos, Ashbury Wright (candidato de Brownlow) e George Tillman (candidato Sanders), mas Wright retirou sua candidatura.
Em outubro de 1908, uma disputa entre  aWest Tennessee Land Company e os moradores do Condado de Obion sobre o controle do Lago Reelfoot resultou em dois dos funcionários da empresa, Quentin Rankin e Robert Z. Taylor, sequestrados por um grupo de vigilantes conhecidos como Night Riders. Rankin foi assassinado pelo grupo, embora Taylor conseguisse escapar. Patterson conduziu pessoalmente a guarda do estado até o Condado de Obion, onde eles cercaram e prenderam dezenas de Night Riders (vários foram mais tarde levados para julgamento). Esta ação aumentou sua popularidade, então derrotou Tillman no dia da eleição em novembro, com 133.166 votos sobre os 113.233 do adversário.
Logo após a eleição, Patterson envolveu-se em um escândalo que possivelmente terminaria sua carreira política. Carmack, seu antigo adversário, tinha publicado um artigo que impiedosamente zombou do Assessor de Patterson, coronel Duncan Cooper. Em 8 de novembro de 1908, Cooper e seu filho, Robin, encontraram Carmack na rua. Tiros irromperam entre Carmack e Robin Cooper, causando a morte de Carmack e ferindo Robin. Apoiadores de Carmack culparam Patterson pelo tiroteio e em determinado ponto, pediram seu impeachment. Duncan e Robin Coopers foram condenados por homicídio, mas receberam indulto penal (perdão) pelo governador Patterson em 1910, levando a uma indignação generalizada. Patterson, que havia emitido mais de 1.400 perdões, anteriormente tinha sido acusado de abusar do poder de perdão para livrar aliados políticos corruptos.
No início do segundo mandato de Patterson, o legislativo de Estado aprovou duas medidas de "proibição". Uma lei estadual estendia em quatro milhas a proibição de venda de bebidas alcoólicas de qualquer escola, para cobrir todo o estado (a lei anterior era aplicável apenas para cidades com população inferior a 5.000 habitantes). A segundo proibiu a fabricação de bebidas alcoólicas para venda. Ambas as leis tinham amplo apoio, mas Patterson vetou ambas, argumentando que a proibição, onde ela existia havia fracassado, por isso não havia promulgado. O legislador derrubou seu veto, no entanto, e as medidas entraram em vigor.
Em 1910 havia surgido uma divisão no partido democrático sobre as primárias do estado. A facção dos  Regular Democrats, liderada por Patterson, queria manter o antigo sistema de adjudicação dos delegados pelos Condados, enquanto a outra facção, conhecida como os "Statewiders", queriam uma primária em todo o estado. Quando Patterson recusou-se a considerar uma primária em todo o estado, os "Statewiders" retiraram-se da Convenção e nomearam seu própria nominata de candidatos, permitindo que Patterson ganhasse a nomeação. Nas eleições judiciais do estado em 4 de agosto, Statewiders (atuando como independentes) superaram os  Regular Democrats. Patterson, percebendo que ele tinha pouca chance de eleger-se em novembro, retirou-se da disputa. Sua facção rapidamente indicou Robert Love Taylor, mas sem o apoio do Statewiders, Taylor foi derrotado nas eleições pelo republicano Ben W. Hooper.

## Últimos anos e morte
Em 1913, Patterson "converteu-se" para a causa da "temperança" (partidários da Lei seca). Ele juntou-se com liga de Anti-Saloon e excursionou o país dando palestras, pedindo a Lei seca.
Em 1915 Patterson procurou a indicação de seu partido para o Senado dos Estados Unidos, seus adversários foram Luke Lea (um empresário) e Kenneth McKellar. Lea ficou em terceiro lugar e assim foi derrotado na rodada inicial de votação e McKellar, que teve o apoio do crescente chefe político E. H. Crump, derrotou Patterson em um segundo turno, poucas semanas depois.
Em 1921, Patterson começou a escrever uma coluna de jornal para o Memphis Herald Courier intitulado, "Dia por dia com o governador Patterson", que cobria política e outros temas. Em 1923, Patterson foi nomeado juiz da Primeira Corte Geral no Condado de Shelby pelo governador Austin Peay. Ocupou este cargo até se aposentar em 1934. Em 1932, Patterson disputou para governador, mas foi derrotado nas primárias por Hill McAlister.
Patterson morreu em 8 de março de 1935, durante uma visita a Sarasota, Flórida. Foi sepultado no cemitério Forest Hill em Memphis, Tennessee.

## Família
Patterson casou com sua primeira esposa, Sarah Johnson, em 1885. Tiveram três filhos. Após a morte de sua primeira esposa, ele casou com Sybil Hodges em 1903. Teve um filho antes de sua morte, em 1906. Em 1907, logo após sua posse como governador, ele casou com Mary Russell Gardner. Eles tiveram dois filhos. Ele é um dos dois governadores do Tennessee que casaram durante o exercício do governo.
Virginia Foster Durr (1903-1999), uma sobrinha de Patterson (filha de sua irmã, Anne), foi uma notável ativista dos direitos civis na década de 1950 e 1960.